# 1993-as Formula–1 világbajnokság
Az 1993-as Formula–1-es szezon volt a 44. FIA Formula–1 világbajnoki szezon. 1993. március 14-től november 7-ig tartott, tizenhat futamon keresztül.
Nigel Mansell visszavonulása után a Williams-Renault-nál üresen maradt versenyzői székbe az egy évet kihagyó Alain Prost ült be. A Honda kivonulása miatt ebben az évben Ford motorral szerelt McLarent vezető Senna a bajnokság második helyét szerezte meg, aki megnyerte a hazai versenyét, elképesztő teljesítménnyel az esős európai nagydíjat, és hatodik alkalommal diadalmaskodott Monacóban is. Alain Prost pályafutása utolsó évében 13 pole-pozíciót és 7 győzelmet szerzett, ezzel megszerezte negyedik világbajnoki címét, mely a mai napig az utolsó francia világbajnoki cím. Prost lett az első versenyző a sportág történetében , aki 50 győzelmet tudott szerezni. Csapattársa, Damon Hill három versenyen győzött első évében a csapatnál. A Williams magabiztosan védte meg konstruktőri világbajnoki címét a McLaren és a Benetton előtt.
Prost a szezon végén végleg visszavonult, és ezzel lezárult a sportág történetében egy korszak, amelyet négy versenyző (Mansell, Piquet, Prost és Senna) fémjeleztek. Ugyan Senna átvette Prost helyét a következő évtől a Williamsnél, de az Imolában elszenvedett halálos balesetét követően már ő sem versenyzett többé.
Az 1993-as idény volt sok szempontból a technikai csúcsfejlődés ideje a Formula–1-ben. Olyan technikákat használtak a csapatok, mint az aktív felfüggesztés, a kormánysegédlet, blokkolásgátlóval ellátott fékek, elektronikus vezérlőrendszer, kipörgésgátló, automata sebességváltó, részletes telemetriai adatokat rögzítő rendszer, pneumatikus szeleprugók, sőt még előzést könnyítő rendszer is. A Williams még a CVT-váltóval is kísérletezett, a Benetton csapat pedig az összes kerék kormányozhatóságával. Ezeket a rendszereket az idény végével szinte kivétel nélkül betiltották.

## Csapatok és versenyzők
| Csapat                   | Konstruktőr           | Modell     | Motor                             | Rajtszám | Versenyző            | Tesztversenyző                                                                 |
| ------------------------ | --------------------- | ---------- | --------------------------------- | -------- | -------------------- | ------------------------------------------------------------------------------ |
| Canon Williams Renault   | Williams-Renault      | FW15C      | Renault RS5 3.5 V10               | 0        | Damon Hill           | Kenny Bräck David Coulthard                                                    |
| Canon Williams Renault   | Williams-Renault      | FW15C      | Renault RS5 3.5 V10               | 2        | Alain Prost          | Kenny Bräck David Coulthard                                                    |
| Tyrrell                  | Tyrrell-Yamaha        | 020C 021   | Yamaha OX10A 3.5 V10              | 3        | Katajama Ukjó        | nem volt                                                                       |
| Tyrrell                  | Tyrrell-Yamaha        | 020C 021   | Yamaha OX10A 3.5 V10              | 4        | Andrea de Cesaris    | nem volt                                                                       |
| Camel Benetton Ford      | Benetton-Ford         | B193 B193B | Ford HBA7 3.5 V8 Ford HBA8 3.5 V8 | 5        | Michael Schumacher   | Paul Belmondo Perry McCarthy Allan McNish Andrea Montermini Alessandro Zanardi |
| Camel Benetton Ford      | Benetton-Ford         | B193 B193B | Ford HBA7 3.5 V8 Ford HBA8 3.5 V8 | 6        | Riccardo Patrese     | Paul Belmondo Perry McCarthy Allan McNish Andrea Montermini Alessandro Zanardi |
| Marlboro McLaren         | McLaren-Ford          | MP4/8      | Ford HBE7 3.5 V8 Ford HBA8 3.5 V8 | 7        | Michael Andretti     | Jos Verstappen                                                                 |
| Marlboro McLaren         | McLaren-Ford          | MP4/8      | Ford HBE7 3.5 V8 Ford HBA8 3.5 V8 | 7        | Mika Häkkinen        | Jos Verstappen                                                                 |
| Marlboro McLaren         | McLaren-Ford          | MP4/8      | Ford HBE7 3.5 V8 Ford HBA8 3.5 V8 | 8        | Ayrton Senna         | Jos Verstappen                                                                 |
| Footwork Mugen Honda     | Footwork-Mugen-Honda  | FA13B FA14 | Mugen-Honda MF-351 HB 3.5 V10     | 9        | Derek Warwick        | David Brabham                                                                  |
| Footwork Mugen Honda     | Footwork-Mugen-Honda  | FA13B FA14 | Mugen-Honda MF-351 HB 3.5 V10     | 10       | Szuzuki Aguri        | David Brabham                                                                  |
| Team Castrol Lotus       | Lotus-Ford            | 107B       | Ford HBD6 3.5 V8                  | 11       | Alessandro Zanardi   | nem volt                                                                       |
| Team Castrol Lotus       | Lotus-Ford            | 107B       | Ford HBD6 3.5 V8                  | 11       | Pedro Lamy           | nem volt                                                                       |
| Team Castrol Lotus       | Lotus-Ford            | 107B       | Ford HBD6 3.5 V8                  | 12       | Johnny Herbert       | nem volt                                                                       |
| Sasol Jordan             | Jordan-Hart           | 193        | Hart 1035 3.5 V10                 | 14       | Rubens Barrichello   | Emanuele Naspetti                                                              |
| Sasol Jordan             | Jordan-Hart           | 193        | Hart 1035 3.5 V10                 | 15       | Ivan Capelli         | Emanuele Naspetti                                                              |
| Sasol Jordan             | Jordan-Hart           | 193        | Hart 1035 3.5 V10                 | 15       | Thierry Boutsen      | Emanuele Naspetti                                                              |
| Sasol Jordan             | Jordan-Hart           | 193        | Hart 1035 3.5 V10                 | 15       | Marco Apicella       | Emanuele Naspetti                                                              |
| Sasol Jordan             | Jordan-Hart           | 193        | Hart 1035 3.5 V10                 | 15       | Emanuele Naspetti    | Emanuele Naspetti                                                              |
| Sasol Jordan             | Jordan-Hart           | 193        | Hart 1035 3.5 V10                 | 15       | Eddie Irvine         | Emanuele Naspetti                                                              |
| Larrousse F1             | Larrousse-Lamborghini | LH93       | Lamborghini LE3512 3.5 V12        | 19       | Philippe Alliot      | nem volt                                                                       |
| Larrousse F1             | Larrousse-Lamborghini | LH93       | Lamborghini LE3512 3.5 V12        | 19       | Szuzuki Tosio        | nem volt                                                                       |
| Larrousse F1             | Larrousse-Lamborghini | LH93       | Lamborghini LE3512 3.5 V12        | 20       | Érik Comas           | nem volt                                                                       |
| Lola BMS Scuderia Italia | Lola-Ferrari          | T93/30     | Ferrari 038 3.5 V12               | 21       | Michele Alboreto     | nem volt                                                                       |
| Lola BMS Scuderia Italia | Lola-Ferrari          | T93/30     | Ferrari 038 3.5 V12               | 22       | Luca Badoer          | nem volt                                                                       |
| Minardi Team             | Minardi-Ford          | M193       | Ford HBD6 3.5 V8                  | 23       | Christian Fittipaldi | nem volt                                                                       |
| Minardi Team             | Minardi-Ford          | M193       | Ford HBD6 3.5 V8                  | 23       | Jean-Marc Gounon     | nem volt                                                                       |
| Minardi Team             | Minardi-Ford          | M193       | Ford HBD6 3.5 V8                  | 24       | Fabrizio Barbazza    | nem volt                                                                       |
| Minardi Team             | Minardi-Ford          | M193       | Ford HBD6 3.5 V8                  | 24       | Pierluigi Martini    | nem volt                                                                       |
| Ligier Gitanes Blondes   | Ligier-Renault        | JS39       | Renault RS5 3.5 V10               | 25       | Martin Brundle       | Éric Bernard                                                                   |
| Ligier Gitanes Blondes   | Ligier-Renault        | JS39       | Renault RS5 3.5 V10               | 26       | Mark Blundell        | Éric Bernard                                                                   |
| Scuderia Ferrari         | Ferrari               | F93A       | Ferrari 041 3.5 V12               | 27       | Jean Alesi           | Nicola Larini Gianni Morbidelli                                                |
| Scuderia Ferrari         | Ferrari               | F93A       | Ferrari 041 3.5 V12               | 28       | Gerhard Berger       | Nicola Larini Gianni Morbidelli                                                |
| Team Sauber Formula 1    | Sauber                | C12        | Sauber 2175 3.5 V10               | 29       | Karl Wendlinger      | nem volt                                                                       |
| Team Sauber Formula 1    | Sauber                | C12        | Sauber 2175 3.5 V10               | 30       | J.J. Lehto           | nem volt                                                                       |

### Csapatváltozások
A gazdasági világválság mögöttes hatásai súlyosan éreztették magukat a sportágban is. A Brabham, az Andrea Moda és a Fondmetal már az 1992-es idényt se tudták befejezni, a March pedig az 1993-as idény előtt dobta be a törülközőt. Így aztán az első versenyre mindössze 13 csapat nevezett. Volt köztük egy új is: a svájci illetőségű Sauber, akit a háttérből a Mercedes-Benz támogatott, felkészülve egy esetleges visszatérésre. A motorjaikat a Mercedes kötelékébe tartozó Ilmor gyártotta, Sauber név alatt, de a motorborításon ott szerepelt a "Concept by Mercedes-Benz" felirat.
A Jordan a kudarcos 192-es idény utánj szakított a Yamahával, és új motorpartner után nézett, amit a Hart személyében talált meg. Ők utoljára 1986-ban voltak a sportágban, a 415T jelű soros négyhengeres turbómotorjukkal, de a köztes időben az Arrows, a Tyrrell, a Larrousse és az AGS csapatoknak szállított Ford-Cosworth DFR motorokat is ők tartották karban.
Akkoriban a csapatoknak kötött rajtszámaik voltak, ezek is változtak az idény kezdetével. A Williams kiérdemelte az 1-es és a 2-es rajtszám használatát, világbajnok versenyzőjük miatt, azonban Nigel Mansell távozása miatt az 1-es számot nem osztották ki ebben az idényben. Helyette 0-ás számmal versenyzett Damon Hill. A Williams 5-ösét és 6-osát a Benetton kapta meg, a McLaren pedig a megszűnt Brabham 7-esét és 8-asát. A Fondmetal által elhagyott 14-15 a Jordané lett, a Larrousse pedig a 19-20-at kapta meg, ami korábban a Benettoné volt. A Larrousse 29-30-asát a Sauber kapta meg, míg a 16-ost és a 17-est, ami eredetileg a March-é lett volna, szabadon hagyták.
Szinte az összes csapatnál volt valamilyen változás pilótafronton is.
- Williams: miután hiába nyerte meg az előző évi egyéni bajnoki címet, Frank Williams nem tudta garantálni Nigel Mansell számára, hogy első számú pilóta lehet Alain Prost mellett, ezért az Indycarba távozott. A helyére az a Damon Hill került, aki az előző évben a Brabham versenyzője volt, és mindössze 2 futamot tudott teljesíteni.
- McLaren: miután a Honda kivonult a Formula–1-ből, a csapat a Ford motorpartnere lett. Ayrton Senna emiat aggodalmát fejezte ki, és nem is kötelezte el magát az egész idényre a csapatnál, csak versenyről versenyre. A csapattársa Michael Andretti lett, az 1978-as világbajnok Mario Andretti fia. Leigazolta még a csapat a Lotustól Mika Häkkinent, kezdetben csak tesztpilótának, majd az olasz nagydíj után állandó versenyző lett Andretti helyén.
- Benetton: a csapat megvált Martin Brundle-től, miután többször összezördült a csapatfőnök Flavio Briatoréval. A helyére a tapasztalt Riccardo Patrese került.
- Ferrari: miután se Ivan Capelli, se Nicola Larini nem váltak be, a második pilótájuk újra Gerhard Berger lett. Larini maradhatott a csapatnál tesztpilóta.
- Lotus: a csapat a távozó Häkkinen helyére Alessandro Zanardit igazolta le, aki a belga nagydíjon hatalmasat bukott, ezért Pedro Lamy váltotta.
- Tyrrell: a csapathoz igazolt Katajama Ukjó a Larrousse-tól.
- Ligier: a csapatnál újra összeállt a Brabham 1991-es versenyzőpárosa, Martin Brundle és Mark Blundell. Ez volt a csapat történetének első olyan idénye, amikor egyik pilótájuk se volt francia.
- Footwork Arrows: két év távollét után velük tért vissza Derek Warwick.
- BMS Scuderia Italia: a csapatnak ebben az évben már nem a Dallara, hanem a Lola gyártota a kasztnit. Két új pilótájuk a veterán Michele Alboreto és az újonc Luca Badoer lettek.
- Jordan: a csapatnál kötött ki Ivan Capelli, a második versenyzőjük pedig az újonc tehetség, Rubens Barrichello lett. Capellitől két futam után megváltak, akinek a helyére tíz verseny erejéig Thierry Boutsen került, majd Marco Apicella és Emanuel Naspetti után Eddie Irvine-nal fejezték be az idényt.
- Larrousse: a csapat két versenyzője Érik Comas és Philippe Alliot lettek. Utóbbit az utolsó két versenyen Szuzuki Tosió váltotta.
- Minardi: bemutakozott náluk Fabrizio Barbazza, akit az idény második felétől Pierluigi Martini váltott, az utolsó két versenyen pedig Christian Fittipaldi helyett Jean-Marc Gounon ült be az autójukba.
- Sauber: két pilótájuk JJ Lehto és Karl Wendlinger lett.

## Szabályváltozások
- Hogy csökkentsék a kanyarsebességeket, új előírásokat vezettek be. Az autók tengelytávját 2150 milliméterről 2000 milliméterre csökkentették., ahogy csökkent a gumik szélesége is (a hátsó gumiké 18-ról 15, az elsőké 13-ról 11 hüvelykre). A hátsó szárny nem lehetett magasabban a talajszint felett, mint 95 cm, ez is 5 cm-rel lett kisebb. Az első szárny 100-ról maximum 90 cm-esre rövidült.
- Jócskán megnövelték a pilóták fejtámlájának alapterületét, az addigi 80-ról 400 négyzetcentiméterre.
- Szabadedzések idején a boxutcába legfeljebb 50 km/h sebességgel volt szabad behajtani.
- Új eszközöket vetettek be, hogy megakadályozzák azt, hogy a nézők akár a futamot megelőzően, akár azt követően be tudjanak jutni a pályára.
- A második versenytől kezdve változtattak az időmérő edzések lebonyolításán is. Ezentúl mindkét időmérős szakaszban legfeljebb 12 kört tehettek meg a pilóták. Továbbá megváltoztatták azt a szabályt is, hogy legfeljebb 24 autó vehessen részt a versenyen, annak érdekében, hogy mindegyik csapat legalább egy versenyzővel képviseltethesse magát. A második versenytől kezdve felemelték ezt a számot 25-re, majd amikor kiderült, hogy gyakorlatilag csak a BMS Scuderia Italia versenyzőit sújtja a kiesés, a német nagydíjtól kezdődően közös megegyezéssel mind a 26 autó részt vehetett a futamon.

## A szezon menete
Nigel Mansell 1992-es bajnoki címe után visszavonult és a CART sorozatban folytatta pályafutását. Helyét a Williamsnél Alain Prost vette át. A Benettonhoz távozó Riccardo Patrese helyére Frank Williams csapatfőnök szerette volna leszerződtetni Ayrton Sennát, de ő maradt a McLarennél, így a másik ülés a tesztpilótából előléptetett Damon Hillé lett. A Benettonnál versenyző Michael Schumacher csapattársa az utolsó idényét teljesítő Riccardo Patrese lett. A Ferrari megtartotta Jean Alesit, a francia mellé Gerhard Bergert szerződtették. Berger pozícióját a McLarennél az újonc Michael Andretti vette át.

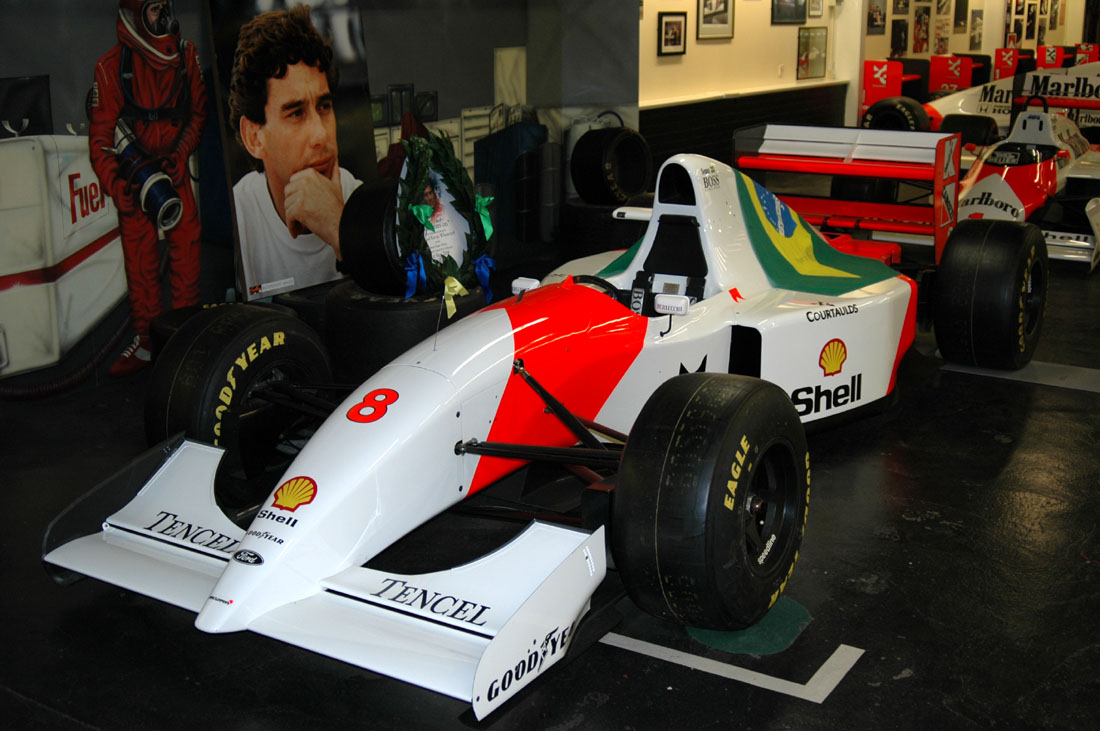
McLaren MP4/8

Az évadnyitó dél-afrikai nagydíjon Prost szerezte meg a pole-t Senna, Schumacher és Hill előtt. Prost rosszul rajtolt, ezért Senna és Hill (aki lehagyta Schumachert a rajtnál) is megelőzte. Hill később kicsúszott és a mezőny végére esett vissza. Prost a 13. körben megelőzte Schumachert a második helyért, majd öt körrel később Sennát is támadta az első kanyarban, de Senna kivédte, a belső ívre húzódott. Ennek ellenére Senna nem tudta hosszú ideig megtartani pozícióját, Prost a 25. körben ebben a kanyarban megelőzte a brazilt. Bár ezután Schumacher is megelőzte, a boxkiállásoknál Senna a német elé tért vissza. Schumacher nem elégedett meg a harmadik hellyel, ezért a 40. körben megpróbálta megelőzni a brazilt, de kissé összeértek, Schumacher pedig kicsúszott és kiesett. Ezután Patrese haladt a harmadik helyen, de a 47. körben kicsúszás miatt kiesett. Prost győzött Senna, Mark Blundell (Ligier) és Christian Fittipaldi (Minardi) előtt.
Brazíliában Prost szerezte meg a pole-t Hill és Senna előtt. Mivel Andretti lassan indult el a rajtnál, összeütközött Bergerrel és mindketten kiestek. Senna Hill megelőzésével másodiknak jött fel. Patrese csak a 4. körig volt versenyben, amikor felfüggesztése tönkrement. Míg Prost egyre nagyobb előnnyel vezetett, Sennát Hill támadta hátulról. Senna a 25. körben stop-go büntetést kapott egy sárga zászló hatály alatti lekörözés miatt. Ezután erősen esni kezdett, több kicsúsztak a pályáról. Fittipaldi a 30. körben csúszott meg, amikor visszatért a pályára, Prost nekiütközött és mindketten kiestek. Bejött a biztonsági autó, ekkor Hill vezetett Schumacher, Senna és Alesi előtt. A pálya felszáradásával mindenki kiállt szárazpályás gumikért. Schumacher boxkiállásánál kisebb probléma akadt, így Senna mögé esett vissza. Senna ezután megelőzte Hillt, majd győzött. Schumacher és Alesi stop-go büntetést kapott (a sárga zászló idején előztek), így az ötödik és a hatodik helyre estek vissza. Schumacher ezután megelőzte Blundellt és Johnny Herbertet, így harmadik lett.

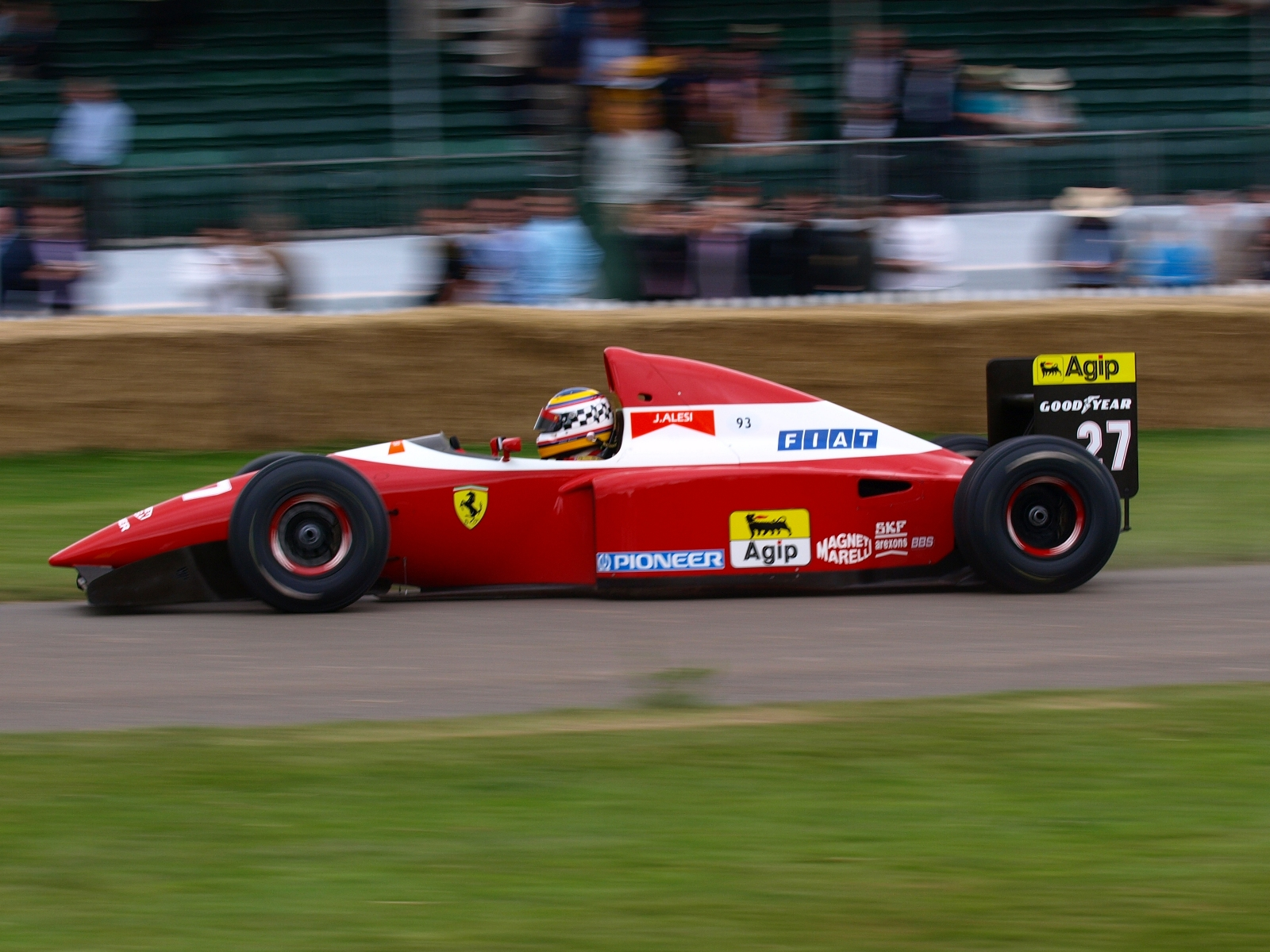
Ferrari F93A

Az európai nagydíjat az Egyesült Királyságban, Doningtonban rendezték. Szinte az egész hétvégén esett az eső, csak az időmérő volt esőmentes, amelyen Prost szerezte meg a pole-t Hill előtt.
A csöpörgő eső mellett tartott rajtnál a 4. helyről induló Ayrton Senna még visszacsúszott az 5. helyre, de a kör végén már vezetett (egyetlen kör alatt megelőzte Schumachert, Karl Wendlingert, Hillt és Prostot). A verseny féltávjánál, zuhogó esőben kijött leváltani a száraz pályás gumikat, de a csapat nem várta őt, így keresztülhajtott a boxutcán. A kör végére azonban elállt az eső, így Senna kinn maradt a slick gumikon. Már mindenki körhátránybán volt, de a száradó pályán Damon Hill gyorsabb volt Sennánál. A körét vissza tudta venni, de a brazilt már nem érte be. Senna a győzelem mellé a verseny leggyorsabb körét is megfutotta. Prost harmadik, Herbert negyedik lett a Lotusszal.
Imolában ismét Prost és Hill Williamse indult az első sorból, Schumacher, Senna és Wendlinger előtt. A rajt után Hill és a Schumachert megelőző Senna is Prost elé került. Hill hamar nagy előnyre tett szert, míg Senna feltartotta francia csapattársát. Prost a 8. körben előzte meg Sennát, de boxkiállások után a brazil visszaelőzte. A 17. körben Prost a Tosa kanyarban Sennát és Hillt is megelőzte, mivel riválisait feltartották a lekörözendőek. Ezzel egy időben Senna megelőzte Hillt, aki 21. kiesett fékhiba miatt. Mindkét McLaren kiesett: Andretti a 33. körben kicsúszott, Senna a 43. körben hidraulikai hiba miatt. Ennek köszönhetően Schumacher lett a második a győztes Prost mögött. Wendlinger a harmadik helyen haladt, amikor motorhiba miatt kiesett a 49. körben, így Brundle harmadik, míg Jyrki Järvilehto negyedik lett a Sauberrel.
Spanyolországban is a Williamsek indultak az első rajtsorból (Prost Hill előtt), Senna a harmadik, Schumacher a negyedik helyről indult. A rajtnál Hill megelőzte csapattársát, de Prost a 11. körben visszavette a vezetést, majd a boxkiállások során tovább növelte előnyét. Schumacher Senna támadása közben kicsúszott a kavicságyba, amivel 15 másodpercet veszített, de helyezést nem. Eközben Prost autójának vezethetősége furcsává vált. Hill 2 másodpercre zárkózott fel Prost mögé, de a 41. körben kiesett motorhiba miatt. Wendlinger egy körrel ezt követően esett ki meghibásodott üzemanyag-rendszere miatt. Proost győzött Senna, Schumacher és Patrese előtt.
Monacóban Prost szerezte meg a pole-t Schumacher (akinek először szereltek az autójába kipörgésgátlót), Senna és Hill előtt. A rajtnál nem történt előzés az élmezőnyben, Prost kiugrott a rajtnál, ezért stop-go büntetést kapott. A francia a 12. körben állt ki a boxba, de autója megállt, amikor el akart indulni. Végül a problémát megoldották, Prost a huszonkettedik helyen, körhátrányban tért vissza a pályára. Schumacher a 33. körig vezetett, amikor hidraulikai probléma miatt kiesett. Prost számos előzéssel folyamatosan zárkózott fel a szűk városi pályán, a boxkiállások során a tizedikről a hetedik helyre jött fel. Patrese kiesése, majd Fittipaldi megelőzése és Berger (Hill-lel ütközött, de a brit versenyben maradt) kiesése után a francia negyedik lett. Senna hatodik monacói győzelmét szerezte meg Hill, Alesi és Prost előtt.

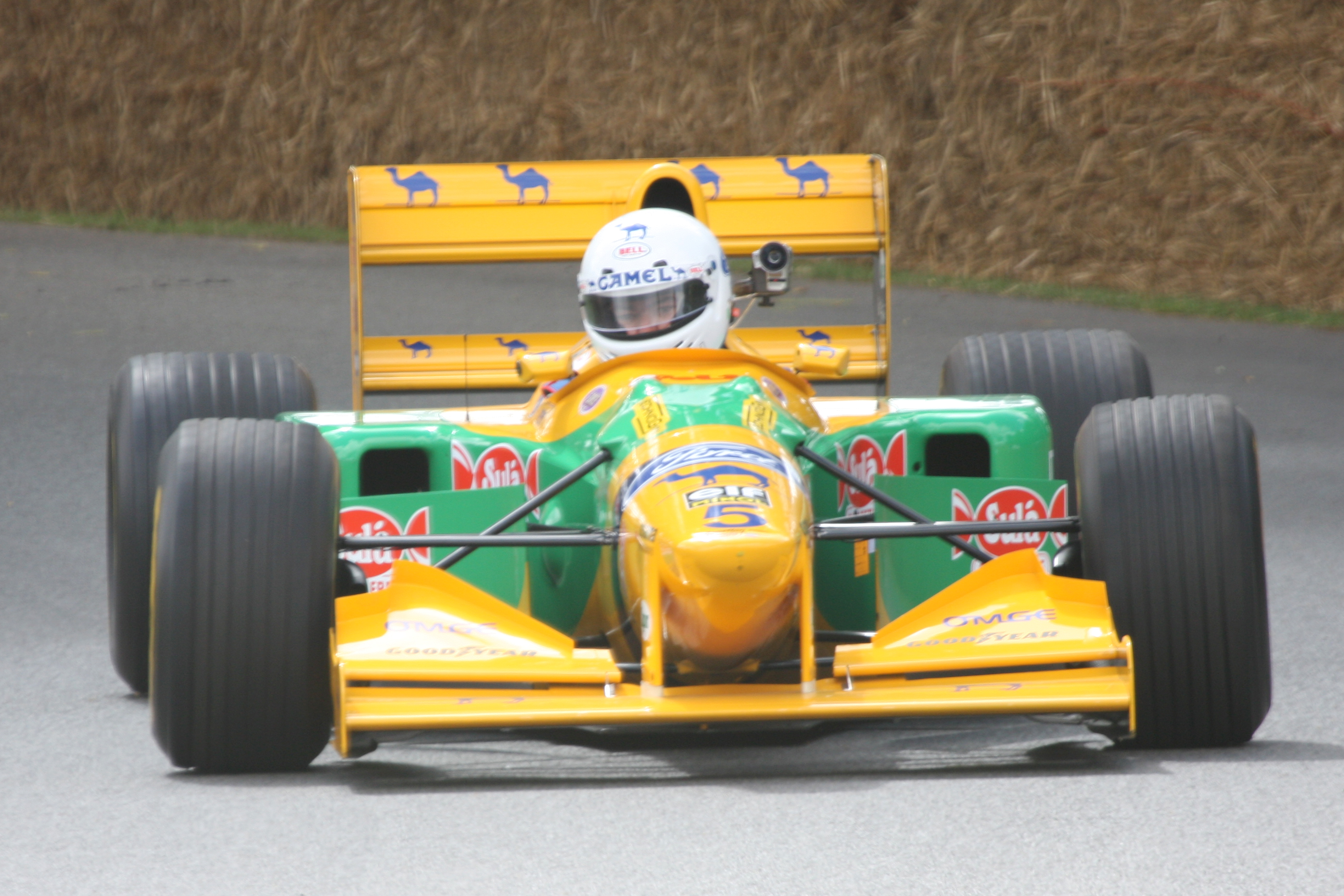
Benetton B193

Kanadában a Williamsek indultak a Benettonok és a Ferrarik előtt. Prost szerezte meg a pole-t Hill, Schumacher, Patrese, Berger és Alesi előtt. A rajt után Hill vette át a vezetést Prost előtt, míg rosszul rajtoló Benettonokat Berger és Senna is megelőzte. A brazil a 2. körben megelőzte Bergert a harmadik helyért, míg Prost átvette a vezetést Hilltől. Ezt követően Schumacher is megelőzte Bergert, akit Patrese követett öt körrel később. Hill boxkiállása során probléma akadt, Senna és Schumacher mögé esett vissza. Senna motorja elektronikai hiba megállt és a brazil kiesett. Prost győzött Schumacher, Hill és Berger előtt.
Franciaországban ezúttal Hill szerezte meg a pole-t csapattársa, valamint Brundle és Blundell Ligier-je előtt. A rajt után is a Williamsek maradtak az élen, míg Blundell feltartotta Sennát és Schumachert. Végül Blundell a nagy nyomás alatt autózva kicsúszott és 21. körben és kiesett. A verseny közepén a boxkiállásoknál Prost megelőzte Hillt. Senna és Schumacher az első kiállásoknál megközelítette Brundle-t, majd a másodiknál mindketten meg is előzték. Amikor Senna lekörözéshez készülődött, Schumacher megelőzte, pozícióját pedig megtartotta a verseny végéig. Prost és Hill kettős győzelmet szerzett a Williamsnek, Schumacher harmadik, Senna negyedik lett.
A brit nagydíjon ismét Prost indult a pole-ból, Hill, Schumacher és Senna előtt. A rajtnál Hill csapattársát, míg Senna Schumachert előzte meg. Senna ezt követően a Maggotts-kanyarban körbeautózta a franciát. Míg Hill egyre nagyobb előnnyel vezetett, Senna feltartotta a mögötte haladókat. Prost a 7. körben (ekkor Hill másodperc előnnyel vezetett), Schumacher a 13. körben előzte meg a brazilt. Luca Badoer balesete miatt bejött a biztonsági autó, így Hill előnye eltűnt. Hill nem sokkal ezután kiesett motorhiba miatt a 42. körben. Brundle motorja az 54. körben ment tönkre. Senna autójából az utolsó körben fogyott ki az üzemanyag. Prost győzött Schumacher, Patrese, Herbert és az ötödik helyen rangsorolt Senna előtt.
Hockenheimban Prost volt a leggyorsabb az időmérésen, Hill, Schumacher és Senna előtt. Prost a rajtnál számos futamához hasonlóan több helyet veszített, Hill és Schumacher is megelőzte. Senna megcsúszott és a mezőny végére került. Prost a 6. körben megelőzte Schumachert, 3 kör múlva pedig Hillt is utolérte. Mögöttük, Berger előzés közben összeütközött Szuzuki Agurival, emiatt a japán kicsúszott. A sárga zászló lépett érvénybe, Hill lassított egy kissé a következő körben. Prost ezt kihasználva megelőzte Hillt, de emiatt stop-go büntetést kapott és az ötödik helyre esett vissza, Patrese mögé. A mezőny többi tagjával ellentétben Senna és Williamsek nem álltak ki a boxba, Hill 15 másodperccel vezetett Prost előtt. Prost 8 másodpercre csökkentette hátrányát az utolsó előtti körben, majd Hill bal hátsó kereke defektes lett, így a brit kicsúszott. Prost győzött Schumacher, Blundell és Senna előtt.

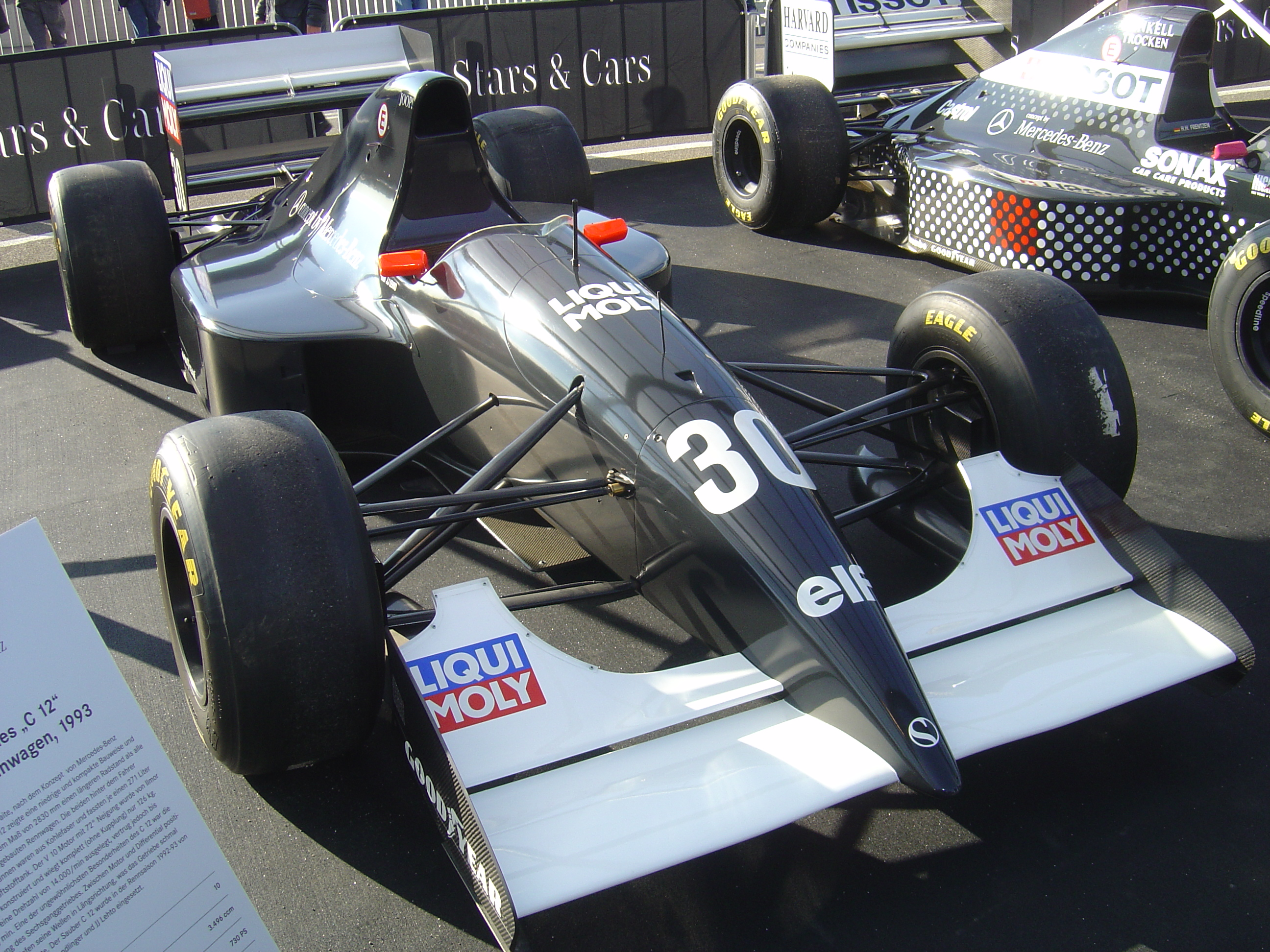
Sauber C12

A magyar nagydíjon is a domináns Williamsek: Prost és Hill végzett az időmérő edzés elején. Prost autója a felvezető körben megállt, ezért az utolsó helyről kellett indulnia. A rajtnál Hill megtartotta vezetését. Senna a 18. körben gázadagolójának meghibásodása miatt kiesett. Prost hátsószárnyával probléma akadt, amelyet a boxban hosszú ideig szereltek, a francia hét kör hátrányban tért vissza. Damon Hill első futamgyőzelmét szerezte meg a benettonos Patrese és a ferraris Berger előtt.
Belgiumban is verhetetlen voltak a Williamsek az időmérő edzésen: Prost győzött Hill, Schumacher, Alesi és Senna előtt. A rajtnál Senna megelőzte Schumachert és Alesit is, míg Prost megtartotta a vezetést Hill előtt. Alesi felfüggesztési hiba miatt esett a 4. körben, Schumacher a 10. körben megelőzte Sennát. Mivel Prost boxkiállásánál probléma akadt, Hill és Schumacher is megelőzte. Hill győzött, ezzel a Williams bebiztosította a konstruktőri bajnoki címet, Schumacher második, Prost harmadik, Senna negyedik lett.
Monzában is a Williamsek domináltak az időmérőn: Prost szerezte meg a pole-t Hill előtt, míg Alesi a Ferrari hazai versenyén a harmadik helyről indult. A rajtnál Alesi megelőzte Hillt, Senna is megpróbálta megelőzni a britet, de összeértek és a kilencedik-tizedik helyre estek vissza. Schumacher az első kör közepén megelőzte Alesit a második helyért. Senna Brundle-lal harcolt a hatodik helyért, de nekiütközött, és mindketten kiestek. Hill ezzel két pozíciót lépett előre, majd újabb kettőt nyert, amikor Herbert a 15. körben kicsúszott, a következő körben pedig Berger felfüggesztése tönkrement. Ezt követően megelőzte Alesit a 18. körben, a 22.-ben pedig Schumacher kiesésével (motorhiba) a második helyre lépett fel. Prost a 49. körben (5 körrel a leintés előtt) kiesett motorhiba miatt, így Hill sorozatban harmadik győzelmét szerezte meg. Alesi második, Andretti harmadik, Wendlinger negyedik lett.
A futam a sportág egyik legérdekesebb befutóját szolgáltatta. Az utolsó kör végén Pierluigi Martini és Christian Fittipaldi Minardijainak kerekei összeértek. Ennek eredményeképp Fittipaldi autója a levegőbe emelkedett és egy hátraszaltó után autója a kerekeire esett vissza, majd végigcsúszott a célvonalon. Mindkét versenyző sértetlen maradt, egyikük sem veszített pozíciót a balesetben.
A nagydíj után a McLaren elbocsátotta Michael Andrettit és Mika Häkkinent igazolta a helyére.
Estorilban a Williamsek megszerezték az első rajtsort, ezúttal Hillé lett a pole-pozíció Prost előtt. Häkkinen meglepetésre Senna elé, a harmadik helyre kvalifikálta magát. Hill a felvezető körön a rajtrácson ragadt, ezért a megismételt rajtnál a mezőny végéről kellett rajtolnia. A rajtot követően Alesi állt az élre, mögötte Senna, Häkkinen, Prost és Schumacher haladt. A 20. körben Senna kiesett motorhiba miatt. A Williamsek és Schumacher az egykiállásos stratégiát választották a McLarenekkel és a Ferrarikkal szemben. A 33. körben Häkkinen a falnak csapódott, 3 körrel később Berger felfüggesztése ment tönkre. A boxkiállásokat követően Schumacher állt az élre és győzött. Prost megelégedett a második helyével, mivel ezzel is bebiztosította negyedik bajnoki címét. Hill harmadik, Alesi negyedik lett.

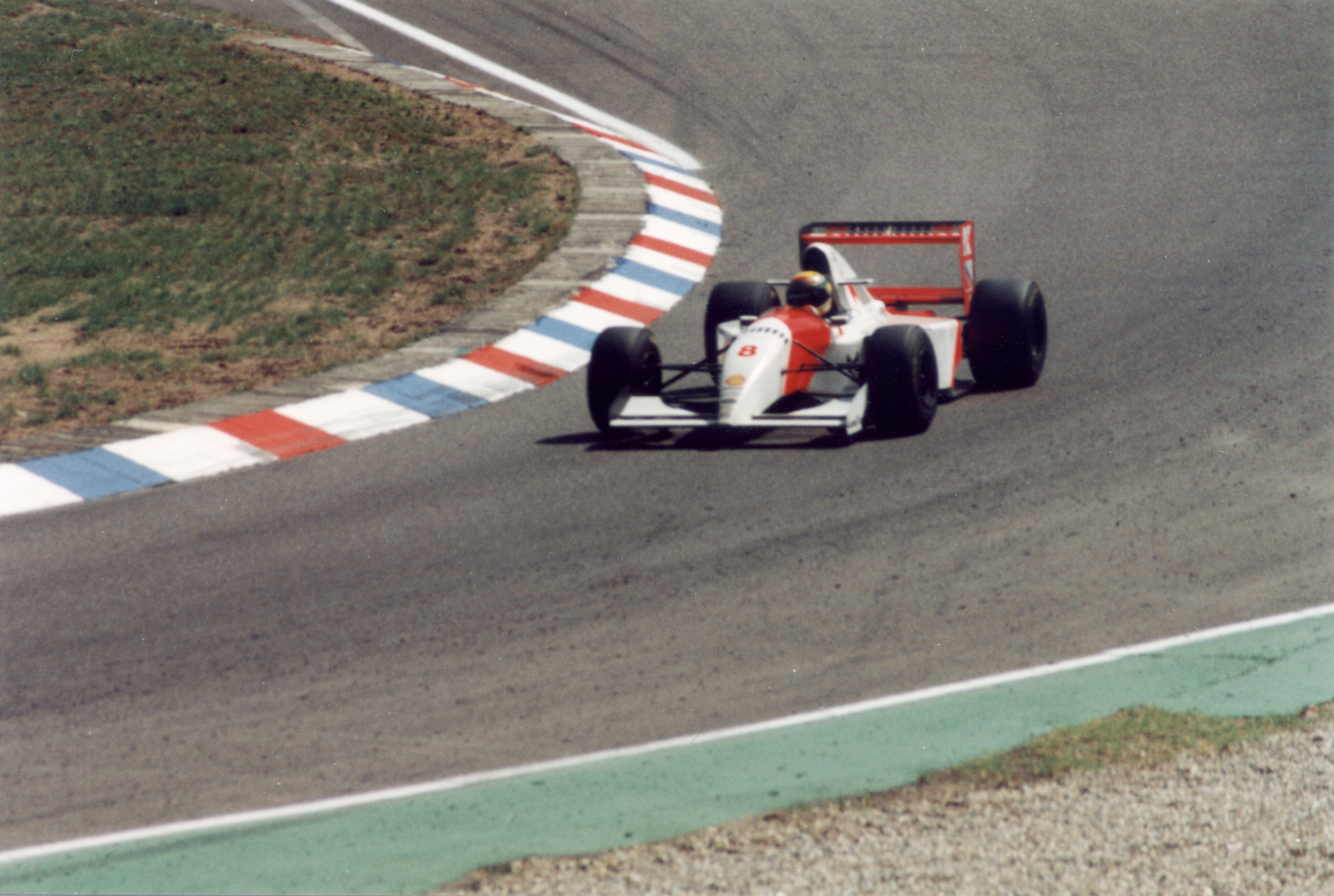
Senna Hockenheimban

Japánban Prost pályafutása utolsó pole-pozícióját szerezte, az év során tizenharmadik alkalommal. Senna a második, Häkkinen a harmadik, Schumacher a negyedik helyről indult. Senna a rajtnál megelőzte a franciát, míg Berger megelőzte Schumachert. Schumachert később Hill is megelőzte, akit a német megpróbált visszaelőzni, de nekiütközött és kiesett. Senna első boxkiállása után Prost vette át a vezetést, de később elkezdett esni, a brazil a 21. körben visszavette az első helyet. A kör végén mindketten kiálltak esőgumiért, Senna hamar nagy előnyre tett szert, míg Prost az első kanyarban kicsúszott, de gond nélkül visszatért a pályára. Miután elállt az eső, a versenyzők visszatértek a boxba slick gumikért. Senna sok időt veszített Eddie Irvine miatt, aki visszavette egy kör hátrányát a braziltól, de Senna így is megőrizte a vezető pozíciót boxkiállása után. Senna győzött Prost, Häkkinen és Hill előtt.
Senna az utolsó nagydíjon, Adelaide-ben megszakította a Williams pole-pozíciós sorozatát. Prost a második, Hill a harmadik helyről indult. A rajt után Senna megtartotta a vezetést, majd némi előnyre tett szert, eközben a Williamsek és Schumacher egymás közelében maradtak. Schumacher megelőzte Hillt a 8. körben, de boxkiállása után a 29. körben motorhiba miatt kiesett. Senna második boxkiállása után is megtartotta 10 másodperces előnyét, míg Alesi megelőzte Bergert. A 61. körben Hill megpróbálta megelőzni csapattársát, de a francia blokkolta Hill manőverét. A brit megcsúszott, de helyezést nem veszített ezzel. Patrese a hatodik helyen haladt utolsó, 256. versenyén, de üzemanyagrendszere meghibásodott, így az olasz nem szerzett pontot. Senna győzött Prost, Hill és Alesi előtt.
Prost 99 pontot szerezve lett világbajnok nagy riválisa, Senna (73) és Hill (69) előtt. A konstruktőri bajnokságban a Williams-Renault győzött 168 ponttal a 84 pontos McLaren-Ford és a 72 pontos Benetton-Ford előtt.

## Futamok
| #   | Futam                | Időpont        | Helyszín                  | Győztes versenyző  | Konstruktőr      | Riport |
| --- | -------------------- | -------------- | ------------------------- | ------------------ | ---------------- | ------ |
| 533 | dél-afrikai nagydíj  | Március 14.    | Kyalami                   | Alain Prost        | Williams-Renault | Riport |
| 534 | brazil nagydíj       | Március 28.    | Interlagos                | Ayrton Senna       | McLaren-Ford     | Riport |
| 535 | európai nagydíj      | Április 11.    | Donington Park            | Ayrton Senna       | McLaren-Ford     | Riport |
| 536 | San Marinó-i nagydíj | Április 25.    | Imola                     | Alain Prost        | Williams-Renault | Riport |
| 537 | spanyol nagydíj      | Május 9.       | Catalunya                 | Alain Prost        | Williams-Renault | Riport |
| 538 | monacói nagydíj      | Május 23.      | Monaco                    | Ayrton Senna       | McLaren-Ford     | Riport |
| 539 | kanadai nagydíj      | Június 13.     | Circuit Gilles Villeneuve | Alain Prost        | Williams-Renault | Riport |
| 540 | francia nagydíj      | Július 4.      | Magny-Cours               | Alain Prost        | Williams-Renault | Riport |
| 541 | brit nagydíj         | Július 11.     | Silverstone               | Alain Prost        | Williams-Renault | Riport |
| 542 | német nagydíj        | Július 25.     | Hockenheimring            | Alain Prost        | Williams-Renault | Riport |
| 543 | magyar nagydíj       | Augusztus 15.  | Hungaroring               | Damon Hill         | Williams-Renault | Riport |
| 544 | belga nagydíj        | Augusztus 29.  | Spa-Francorchamps         | Damon Hill         | Williams-Renault | Riport |
| 545 | olasz nagydíj        | Szeptember 12. | Monza                     | Damon Hill         | Williams-Renault | Riport |
| 546 | portugál nagydíj     | Szeptember 26. | Estoril                   | Michael Schumacher | Benetton-Ford    | Riport |
| 547 | japán nagydíj        | Október 24.    | Suzuka                    | Ayrton Senna       | McLaren-Ford     | Riport |
| 548 | ausztrál nagydíj     | November 7.    | Adelaide                  | Ayrton Senna       | McLaren-Ford     | Riport |

- Hét év után, biztonsági okokból (túlságosan hepehupás volt a pálya felszíne) kikerült a naptárból a mexikói nagydíj, és majd csak 2015-ben került újra vissza.
- Április 4-én ázsiai nagydíj néven rendeztek volna futamot Japánban, az Autopolis versenypályán. Végül különféle okok miatt erre nem került sor.
- Nyolc év kihagyás után újra visszatért az európai nagydíj, ezúttal azonban nem Brands Hatch, hanem Donington Park adott neki otthont, ahol 1938 óta nem volt ekkora jelentőségű futam. A versenyt az elmaradt ázsiai nagydíj helyett toldották be, így az európai szakasz két héttel korábban indult.
- Helyet cserélt a San Marinó-i és a spanyol futam.

## A bajnokság végeredménye

### Versenyzők
Pontozás:
| Helyezés | 1. | 2. | 3. | 4. | 5. | 6. | 7.-20. |
| -------- | -- | -- | -- | -- | -- | -- | ------ |
| Pont     | 10 | 6  | 4  | 3  | 2  | 1  | 0      |

| Helyezés | Versenyző   | RSA | BRA | EUR | SMR | ESP | MON | CAN | FRA | GBR | GER | HUN | BEL | ITA | POR | JPN | AUS | Pontszám |
| -------- | ----------- | --- | --- | --- | --- | --- | --- | --- | --- | --- | --- | --- | --- | --- | --- | --- | --- | -------- |
| 1        | Prost       | 1   | Ki  | 3   | 1   | 1   | 4   | 1   | 1   | 1   | 1   | 12  | 3   | 12  | 2   | 2   | 2   | 99       |
| 2        | Senna       | 2   | 1   | 1   | Ki  | 2   | 1   | 18  | 4   | 5   | 4   | Ki  | 4   | Ki  | Ki  | 1   | 1   | 73       |
| 3        | Hill        | Ki  | 2   | 2   | Ki  | Ki  | 2   | 3   | 2   | Ki  | 15  | 1   | 1   | 1   | 3   | 4   | 3   | 69       |
| 4        | Schumacher  | Ki  | 3   | Ki  | 2   | 3   | Ki  | 2   | 3   | 2   | 2   | Ki  | 2   | Ki  | 1   | Ki  | Ki  | 52       |
| 5        | Patrese     | Ki  | Ki  | 5   | Ki  | 4   | Ki  | Ki  | 10  | 3   | 5   | 2   | 6   | 5   | 16  | Ki  | 8   | 20       |
| 6        | Alesi       | Ki  | 8   | Ki  | Ki  | Ki  | 3   | Ki  | Ki  | 9   | 7   | Ki  | Ki  | 2   | 4   | Ki  | 4   | 16       |
| 7        | Brundle     | Ki  | Ki  | Ki  | 3   | Ki  | 6   | 5   | 5   | 14  | 8   | 5   | 7   | Ki  | 6   | 9   | 6   | 13       |
| 8        | Berger      | 6   | Ki  | Ki  | Ki  | 6   | 14  | 4   | 14  | Ki  | 6   | 3   | 10  | Ki  | Ki  | Ki  | 5   | 12       |
| 9        | Herbert     | Ki  | 4   | 4   | 8   | Ki  | Ki  | 10  | Ki  | 4   | 10  | Ki  | 5   | Ki  | Ki  | 11  | Ki  | 11       |
| 10       | Blundell    | 3   | 5   | Ki  | Ki  | 7   | Ki  | Ki  | Ki  | 7   | 3   | 7   | 11  | Ki  | Ki  | 7   | 9   | 10       |
| 11       | Andretti    | Ki  | Ki  | Ki  | Ki  | 5   | 8   | 14  | 6   | Ki  | Ki  | Ki  | 8   | 3   |     |     |     | 7        |
| 12       | Wendlinger  | Ki  | Ki  | Ki  | Ki  | Ki  | 13  | 6   | Ki  | Ki  | 9   | 6   | Ki  | 4   | 5   | Ki  | 15  | 7        |
| 13       | Järvilehto  | 5   | Ki  | Ki  | 4   | Ki  | Ki  | 7   | Ki  | 8   | Ki  | Ki  | 9   | Ki  | 7   | 8   | Ki  | 5        |
| 14       | Fittipaldi  | 4   | Ki  | 7   | Ki  | 8   | 5   | 9   | 8   | 12  | 11  | Ki  | Ki  | 8   | 9   |     |     | 5        |
| 15       | Häkkinen    |     |     |     |     |     |     |     |     |     |     |     |     |     | Ki  | 3   | Ki  | 4        |
| 16       | Warwick     | 7   | 9   | Ki  | Ki  | 13  | Ki  | 16  | 13  | 6   | 17  | 4   | Ki  | Ki  | 15  | 14  | 10  | 4        |
| 17       | Alliot      | Ki  | 7   | Ki  | 5   | Ki  | 12  | Ki  | 9   | 11  | 12  | 8   | 12  | 9   | 10  |     |     | 2        |
| 18       | Barrichello | Ki  | Ki  | 10  | Ki  | 12  | 9   | Ki  | 7   | 10  | Ki  | Ki  | Ki  | Ki  | 13  | 5   | 11  | 2        |
| 19       | Barbazza    | Ki  | Ki  | 6   | 6   | Ki  | 11  | Ki  | Ki  |     |     |     |     |     |     |     |     | 2        |
| 20       | Zanardi     | Ki  | 6   | 8   | Ki  | 14  | 7   | 11  | Ki  | Ki  | Ki  | Ki  |     |     |     |     |     | 1        |
| 21       | Comas       | Ki  | 10  | 9   | Ki  | 9   | Ki  | 8   | 16  | Ki  | Ki  | Ki  | Ki  | 6   | 11  | Ki  | 12  | 1        |
| 22       | Irvine      |     |     |     |     |     |     |     |     |     |     |     |     |     |     | 6   | Ki  | 1        |
| 23       | Martini     |     |     |     |     |     |     |     |     | Ki  | 14  | Ki  | Ki  | 7   | 8   | 10  | Ki  | 0        |
| 24       | A Szuzuki   | Ki  | Ki  | Ki  | 9   | 10  | Ki  | 13  | 12  | Ki  | Ki  | Ki  | Ki  | Ki  | Ki  | Ki  | 7   | 0        |
| 25       | Badoer      | Ki  | 12  | NK  | 7   | Ki  | NK  | 15  | Ki  | Ki  | Ki  | Ki  | 13  | 10  | 14  |     |     | 0        |
| 26       | Boutsen     |     |     | Ki  | Ki  | 11  | Ki  | 12  | 11  | Ki  | 13  | 9   | Ki  |     |     |     |     | 0        |
| 27       | de Cesaris  | Ki  | Ki  | Ki  | Ki  | Kiz | 10  | Ki  | 15  | HN  | Ki  | 11  | Ki  | 13  | 12  | Ki  | 13  | 0        |
| 28       | Katajama    | Ki  | Ki  | Ki  | Ki  | Ki  | Ki  | 17  | Ki  | 13  | Ki  | 10  | 15  | 14  | Ki  | Ki  | Ki  | 0        |
| 29       | Alboreto    | Ki  | 11  | 11  | NK  | NK  | Ki  | NK  | NK  | NK  | 16  | Ki  | 14  | Ki  | Ki  |     |     | 0        |
| 30       | Lamy        |     |     |     |     |     |     |     |     |     |     |     |     | 11  | Ki  | 13  | Ki  | 0        |
| 31       | T Szuzuki   |     |     |     |     |     |     |     |     |     |     |     |     |     |     | 12  | 14  | 0        |
| —        | Gounon      |     |     |     |     |     |     |     |     |     |     |     |     |     |     | Ki  | Ki  | 0        |
| —        | Capelli     | Ki  | NK  |     |     |     |     |     |     |     |     |     |     |     |     |     |     | 0        |
| —        | Apicella    |     |     |     |     |     |     |     |     |     |     |     |     | Ki  |     |     |     | 0        |
| —        | Naspetti    |     |     |     |     |     |     |     |     |     |     |     |     |     | Ki  |     |     | 0        |
| Helyezés | Versenyző   | RSA | BRA | EUR | SMR | ESP | MON | CAN | FRA | GBR | GER | HUN | BEL | ITA | POR | JPN | AUS | Pontszám |

### Konstruktőrök
| Helyezés | Konstruktőr           | Modell     | Motor   | Gumi | Győzelem | Dobogó | Pole | Leggy. kör | Pont |
| -------- | --------------------- | ---------- | ------- | ---- | -------- | ------ | ---- | ---------- | ---- |
| 1        | Williams-Renault      | FW15C      | 3.5 V10 | G    | 10       | 22     | 15   | 10         | 168  |
| 2        | McLaren-Ford          | MP4/8      | 3.5 V8  | G    | 5        | 9      | 1    | 1          | 84   |
| 3        | Benetton-Ford         | B193 B193B | 3.5 V8  | G    | 1        | 11     |      | 5          | 72   |
| 4        | Ferrari               | F93A       | 3.5 V12 | G    |          | 3      |      |            | 28   |
| 5        | Ligier-Renault        | JS39       | 3.5 V10 | G    |          | 3      |      |            | 23   |
| 6        | Lotus-Ford            | 107B       | 3.5 V8  | G    |          |        |      |            | 12   |
| 7        | Sauber                | C12        | 3.5 V10 | G    |          |        |      |            | 12   |
| 8        | Minardi-Ford          | M193       | 3.5 V8  | G    |          |        |      |            | 7    |
| 9        | Footwork-Mugen-Honda  | FA13B FA14 | 3.5 V10 | G    |          |        |      |            | 4    |
| 10       | Larrousse-Lamborghini | LH93       | 3.5 V12 | G    |          |        |      |            | 3    |
| 11       | Jordan-Hart           | 193        | 3.5 V10 | G    |          |        |      |            | 3    |
| 12       | Tyrrell-Yamaha        | 020C       | 3.5 V10 | G    |          |        |      |            |      |
| 13       | Lola-Ferrari          | T93/30     | 3.5 V12 | G    |          |        |      |            |      |